# Tercera ronda de la clasificación de Concacaf para la Copa Mundial de Fútbol de 1970
La Tercera ronda de la Clasificación de Concacaf para la Copa Mundial de Fútbol de 1970 otorgó el cupo a la Copa Mundial de Fútbol de 1970. Se disputó desde el 21 de septiembre al 8 de octubre de 1969.

## Formato
Las dos selecciones fueron distribuidas en un grupo, en los cuales cada una disputó dos partidos (uno de local y uno de visitante). La selección que obtuviera más puntos en el grupo avanzaría a la Copa Mundial de México 1970.

## Resultados
| Equipo      | Pts. | PJ | PG | PE | PP | GF | GC | Dif |
| ----------- | ---- | -- | -- | -- | -- | -- | -- | --- |
| Haití       | 2    | 2  | 1  | 0  | 1  | 4  | 2  | 2   |
| El Salvador | 2    | 2  | 1  | 0  | 1  | 2  | 4  | -2  |

| L\V                    | Bandera de Haití | Bandera de El Salvador |
| Bandera de Haití       |                  | 1:2                    |
| Bandera de El Salvador | 0:3              |                        |

|  | Clasificado a la Copa Mundial. |

| 21 de septiembre de 1969 | Haití    | 1:2 (0:1) | El Salvador                 | Estadio Sylvio Cator, Puerto Príncipe                       |                                                             |
|                          | Obas 51' |           | Acevedo 43' · Rodríguez 62' | Asistencia: 10.415 espectadores Árbitro(s): Arturo Yamasaki | Asistencia: 10.415 espectadores Árbitro(s): Arturo Yamasaki |

| 28 de septiembre de 1969                                                                   | El Salvador | 0:3 (0:3) | Haití                                  | Estadio Flor Blanca, San Salvador                                 |                                                                   |
|                                                                                            |             |           | Barthélemy 19' · Désir 26' · Vorbe 30' | Asistencia: 36.403 espectadores Árbitro(s): Abel Aguilar Elizalde | Asistencia: 36.403 espectadores Árbitro(s): Abel Aguilar Elizalde |
| Debido a que ambas selecciones empataron en puntos, se recurrió a un partido de desempate. |             |           |                                        |                                                                   |                                                                   |

Desempate
| 8 de octubre de 1969 | El Salvador   | 1:0 (0:0, 0:0) (1:0 t. s.) | Haití | Estadio Nacional, Kingston                               |                                                          |
|                      | Martínez 104' |                            |       | Asistencia: 6.742 espectadores Árbitro(s): Keith Dunstan | Asistencia: 6.742 espectadores Árbitro(s): Keith Dunstan |

## Goleadores
1 gol
- Elmer Acevedo
- Mauricio Alonso Rodríguez
- Juan Ramón Martínez
- Joseph Obas
- Claude Barthélemy
- Jean-Claude Désir
- Philippe Vorbe